# Proton-M
Protón-M, (en ruso: Протон-М) también conocido como 8K82M o 8K82KM, es una lanzadera espacial rusa derivada del desarrollo soviético Proton. Son construidas por Khrunichev y lanzadas desde el Cosmódromo de Baikonur en Kazajistán. Los lanzamientos son comercializados por International Launch Services (ILS). El primer Proton-M fue lanzado el 7 de abril de 2001.

## Descripción

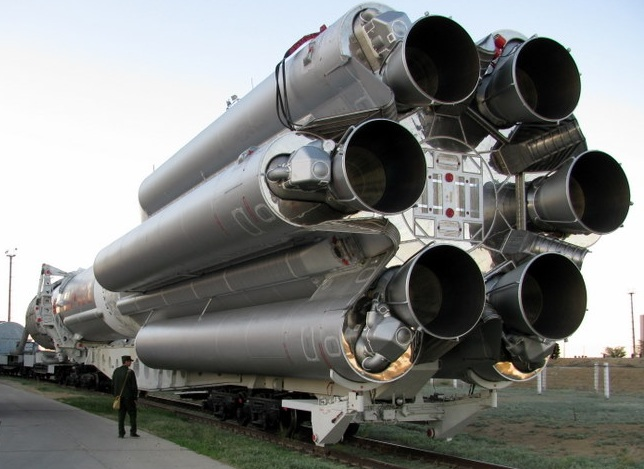
Protón-M

El Protón-M cuenta con modificaciones en las primeras etapas para reducir la masa estructural, aumentar el empuje, y utilizar plenamente los propulsores. Un sistema de guiado de bucle cerrado se utiliza en la primera etapa, lo que permite un consumo más completo del combustible. Esto aumenta ligeramente el rendimiento del cohete en comparación con las variantes anteriores y reduce la cantidad de productos químicos tóxicos que quedan en la etapa. Puede colocar un máximo de 21 toneladas en una órbita baja terrestre. Con una etapa superior puede colocar una carga útil de 3 toneladas en órbita geosíncrona o una carga útil de 5,5 toneladas en órbita de transferencia geosíncrona.
La mayoría de los Protón-M lanzados han usado la etapa superior Briz-M para llevar el artefacto espacial transportado a órbitas superiores. Algunos lanzamientos fueron hechos usando la etapa superior Blok-D; de hecho se realizaron lanzamientos de satélites GLONASS utilizando etapas superiores Block-D.

## Protón-M mejorado
El 7 de julio de 2007 International Launch Services lanzó el primer cohete Protón-M mejorado transportando el satélite DirecTV-10 a su órbita. Fue el 326.° lanzamiento de un Protón, el 16.° lanzamiento de un Protón-M con etapa Briz-M, y el 41.° lanzamiento de un Proton en ser conducido por ILS. Esta versión cuenta con motores mejorados en la primera etapa, aviónica actualizada, tanques de combustibles más liviano y motores  Vernier mejorados en la etapa superior Briz-M.
En 2010 Frank McKenna, CEO de ILS, indicó que el "Proton M Fase III" se convertiría en la configuración estándar para los lanzamientos de ILS, con capacidad de poner hasta 6,15 toneladas en órbita de transferencia geosíncrona.
El 19 de octubre de 2011 el satélite Viasat-1, con un peso de 6.740 kilogramos, fue puesto en órbita de transferencia geoestacionaria por un Protón-M/Briz-M Fase III.

## Confiabilidad

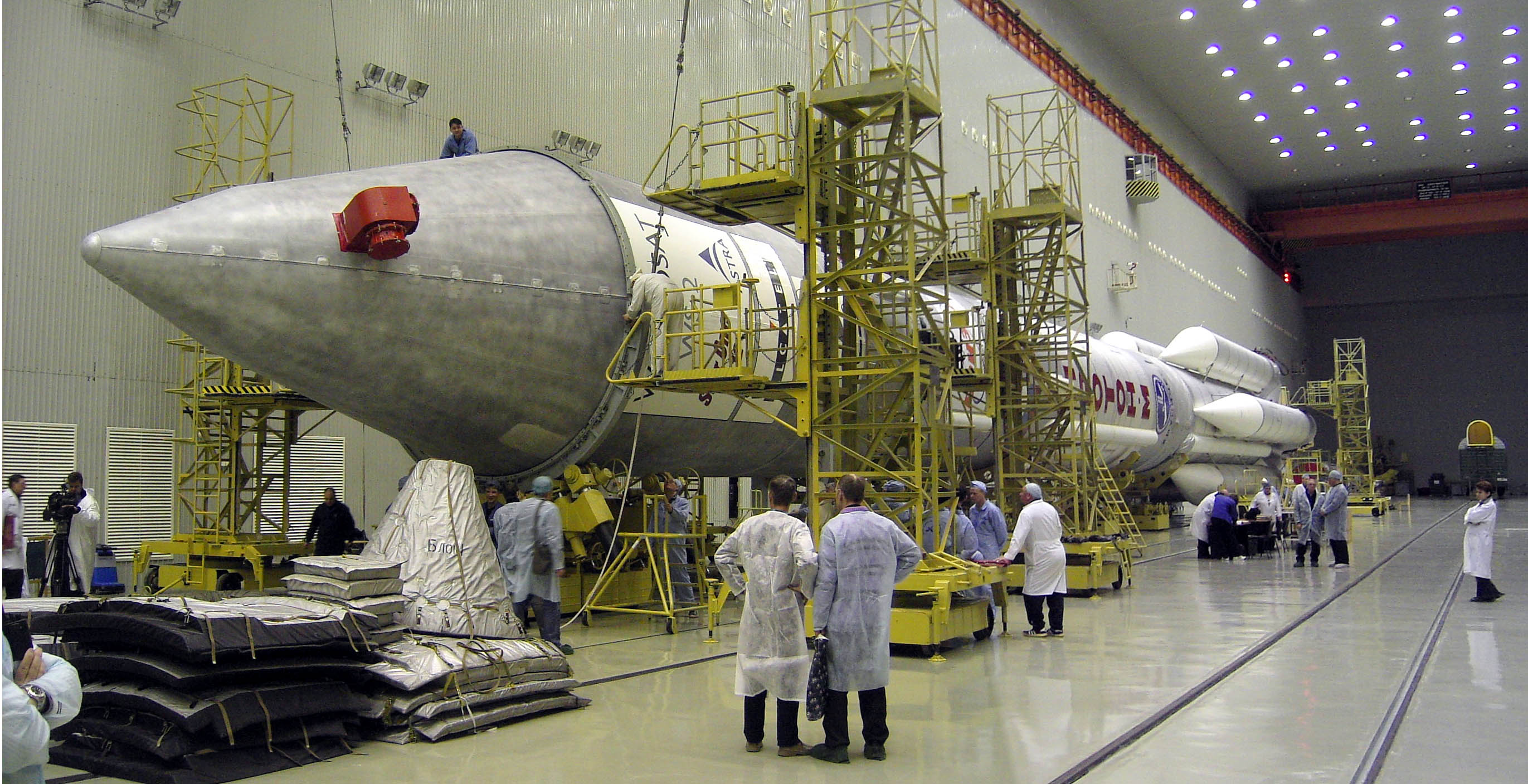
Protón-M en el edificio de ensamble.

A mayo de 2014 nueve lanzamientos de Protón-M habían fracasado. Tres de esos fallos fueron resultado de problemas del propio Protón-M, cinco fueron resultado de mal funcionamiento de la etapa superior Briz-M -lo que provocó que la carga finalizara en una órbita inútil-, y uno fue el resultado de una incorrecta alimentación de la etapa superior Blok DM-03 lo que impidió que el Proton M alcanzara la órbita.
En septiembre de 2007, un cohete Protón-M/Briz-M que llevaba el satélite de comunicaciones japonés JCSAT-11 no logró alcanzar la órbita y cayó en la zona de Ulytau en Kazajistán. Una investigación posterior determinó que las etapas primera y segunda del cohete no se habían podido separar debido a un cable pirotécnico dañado.
En julio de 2013, un cohete Protón M/DM-03 transportando tres satélites GLONASS falló apenas iniciado el ascenso. El cohete comenzó a balancearse a izquierda y derecha del eje vertical a los pocos segundos de su lanzamiento. Los intentos de corregir la trayectoria de vuelo fracasaron y el cohete terminó en una trayectoria irrecuperable. Las etapas superiores y la carga útil se desprendieron 24 segundos después del lanzamiento debido a las fuerzas experimentadas luego de que la primera etapa se rompiera y estallara en llamas.
En mayo de 2014 el lanzamiento de otro Proton-M terminó fallando resultando en la pérdida de un satélite de comunicaciones Enspress. A diferencia del accidente de 2013 en este caso el mismo ocurrió a más de nueve minutos de vuelo.

## Efectos en el gobierno y la industria
Como resultado del lanzamiento de julio de 2013 se llevó a cabo una importante reorganización de la industria espacial rusa. Se formó como una sociedad anónima gubernamental en agosto de 2013 para consolidar el sector espacial ruso llamada United Rocket and Space Corporation. El vice primer ministro Dmitry Rogozin dijo que "el sector espacial es tan propenso a fallas que necesita de la supervisión del estado para superar sus problemas." Tres días después del fallo el gobierno ruso había anunciado que se tomarían "medidas muy duras".

## Impacto ambiental
Los críticos afirman que el combustible del cohete Protón (dimetilhidracina asimétrica (UDMH)) y los escombros creados por el programa espacial de Rusia están contaminando áreas de Rusia y Kazajistán. Los residentes afirman que lluvia ácida cae después de algunos lanzamientos. Anatoly Kuzin, director adjunto del Centro Estatal de Investigación y Producción Espacial Khrunichev, ha negado estas afirmaciones, diciendo: "Hicimos una investigación especial sobre el tema y el nivel de acidez en la atmósfera no se ve afectado por los lanzamientos de cohetes y no hay datos para demostrar vínculo entre las enfermedades y el combustible de los cohetes o la actividad espacial".